# Jura (pohoří)

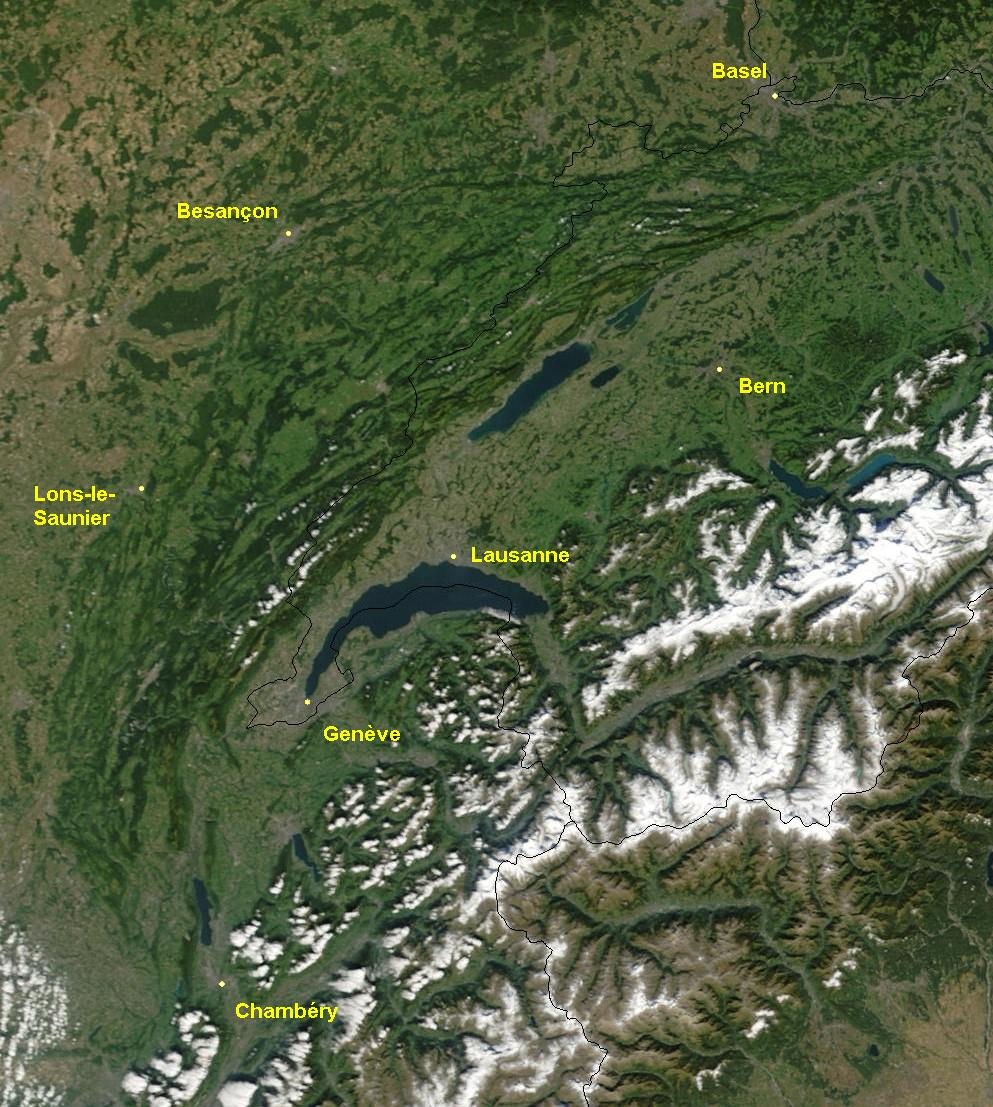
Satelitní snímek masivu Jura

Jura (čti francouzsky [žüra], německy [jura]) je pohoří ve východní Francii a severozápadním Švýcarsku. 300 km dlouhý oblouk (Arc jurassien) začíná u řeky Isère paralelně s masívem Chartreuse , který již patří k Západním Alpám. Ze západu je ohraničen sníženinami podél řek Saôny a Rhôny (té až poté, co si sama prorazila Jurou cestu od Ženevy do otevřené krajiny), ze severu Burgundskou bránou (odděluje Juru od Vogéz), Hornorýnskou nížinou a úzkým údolím horního Rýna na německo-švýcarské hranici, které odděluje Juru od Schwarzwaldu. Z jihovýchodu je lemována kotlinou podél Rhôny pod Ženevou, Ženevským jezerem, Neuchâtelským jezerem a řekou Aare až k Basileji (hranice Jury v této části je ovšem neostrá, viz níže). Tato kotlina i s přilehlými vrchovinami v podhůří Alp se nazývá Švýcarská plošina (Schweizer Mittelland - doslova „Švýcarská Středozem“), francouzsky Plateau suisse („Švýcarská plošina“).
Podle pohoří Jura je pojmenováno horské pásmo Montes Jura na přivrácené straně Měsíce.

## Geologie a členění
Vzhledem ke geologickým podobnostem byl v 19. století prosazován názor, že Franská Alba, Švábská Alba, Švýcarský a Francouzský Jura tvoří jediné pohoří; toto pojetí se ale neujalo a dnes se s ním setkáváme jen zřídka. Všechny tyto horské celky jsou sice tvořené z větší části usazeninami z mělkého tropického moře z období jury, ale zatímco v případě Franské a Švábské Alby (a menších přilehlých území ve Švýcarsku) jsou to jen rozlámané a vyzvednuté tabule, podstatná část Jury je ukázkově zvrásněná alpinským vrásněním. Obě Alby tedy patří do Jihoněmecké stupňoviny (Süddeutsches Schichtstufenland), zatímco Jura se už řadí k Alpám.
Jura se dělí na zvrásněnou část (Jura plissé, Faltenjura) a tabulovou část (Jura tabulaire, Tafeljura). Zvrásněná část je pásemné pohoří, jehož jednotlivé hřbety se táhnou po vnější straně paralelně s pásmy Alp. Tabulová část na severozápadě ve francouzském vnitrozemí (zhruba za horním tokem řeky Doubs) byla zřejmě dříve také zvrásněná, ale později denundovaná (též Plateaujura). Dvě oddělené oblasti na severu a na severovýchodě (u řeky Aare a za ní) jsou pak tvořené nezvrásněnými rozlámanými vápencovými krami, geologicky už tedy nepatří do alpského, ale do hercynského systému, stejně jako navazující Švábská Alba. Na švýcarském území se jurské vápence noří pod předalpskou molasu u obce Dielsdorf v kantonu Zürich.
Krajina Jury se vyznačuje především táhlými hřbety, které jsou místy přerušovány holinami, kamennými svahy, skálami nebo kaňony. Celý masiv je velmi bohatý na krasové jevy jako např. vyvěračky, ponory, polje, jeskyně, soutěsky, kaňony či tzv.reculées, hluboce zaříznutá slepá údolí, někdy zakončená skalním amfiteátrem (cirque).

## Název
Slovo Jura pochází z keltštiny. Keltové nazývali pohoří Jor, Římané zase Juris, což znamená něco ve smyslu „Lesnatá země“. První, kdo toto pohoří oficiálně pojmenoval, byl Alexander von Humboldt v roce 1795: Juragestein. Nakonec byla uznána pouze koncepce vyřčená Alexandrem Brongniartem v roce 1829, který dal pohoří jméno Jura.

## Podnebí a vegetace

### Podnebí
Podnebí pohoří Jura je poměrně drsné a chladné, i když zde nenajdeme dramatické vysoké štíty a ledovce. Množství srážek je kraj od kraje velmi rozdílné, obecně jsou však největší v letních měsících, kdy přicházejí časté bouřky. V oblastech švýcarského kantonu Neuchâtel a francouzských departementů Doubs a Jura jsou často doliny zakončeny až ve výšce 1000 m a jsou pověstné svými velmi nízkými teplotami v zimě, protože se zde hromadí studený vzduch (tzv. mrazové kotliny). 12. ledna roku 1987 byla ve švýcarské meteorologické stanici La Brévine naměřena teplota -41,8 °C a ve Francii v Mouthea 17. ledna 1985 teplota -41 °C.

### Vegetace
Jura zaujímá obrovské lesní plochy, kde jsou typickými zástupci jedle, smrk, borovice, ale i rozsáhlé bukové a dubové lesy. Hranice lesa je klimaticky podmíněna výškou 1400 až 1600 m a ve Francii dosahují lesy dokonce výšky až 1600 m. Na jihozápadě území (oblast toku řeky Aina) využívají tamější zemědělci vliv středozemního prostředí, proto tu nalezneme například vinice a zemědělství ve větší míře než na severu a severovýchodě pohoří. V podhůří je obecně v celé oblasti provozováno zemědělství (orba) a pastevectví.

## Členění

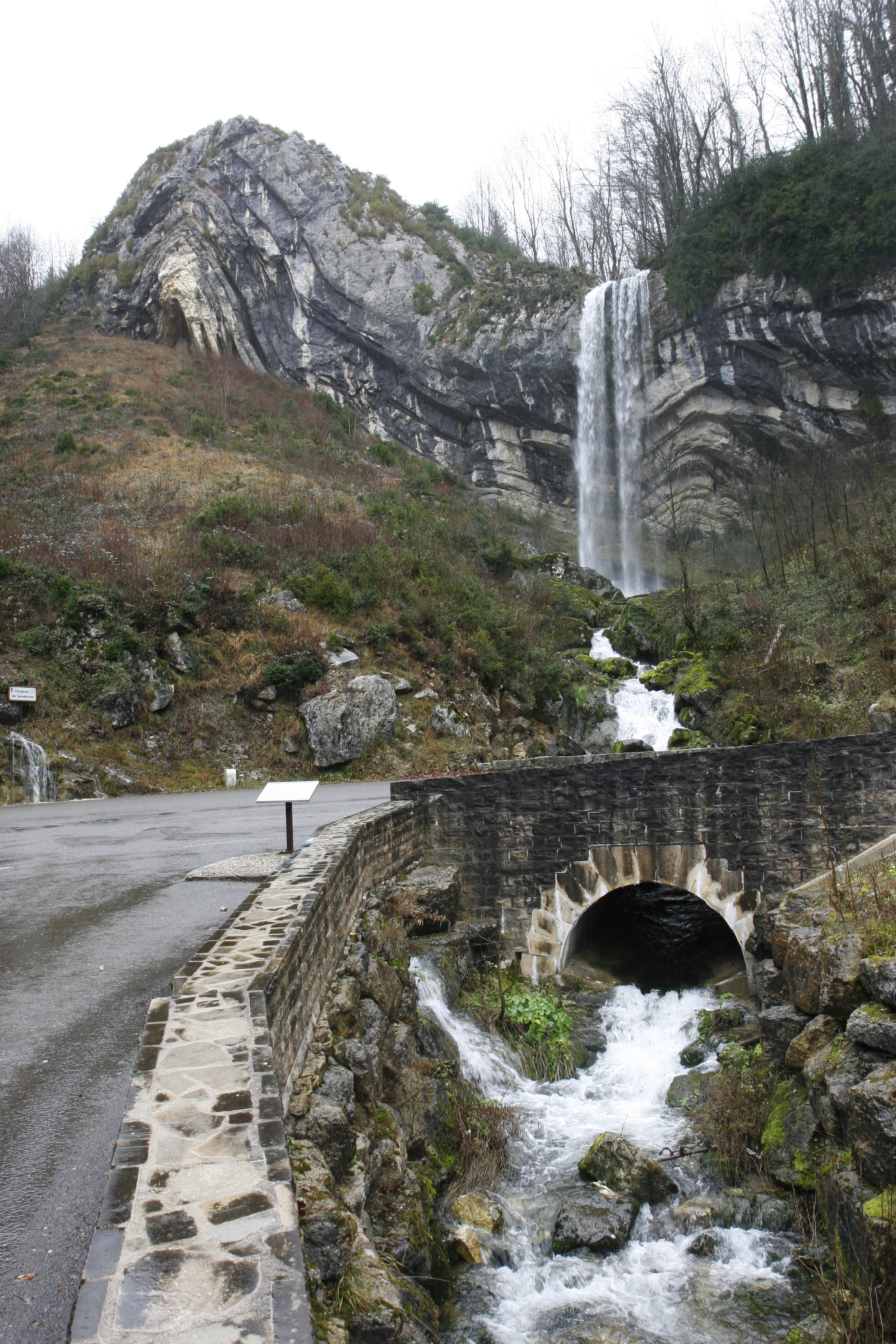
Francouzský Jura

Podle Václava Krále se Jura dělí na následující oblasti:
- Hautes chaînes du Jura plissé (Vysoké hřebeny zvrásněného Jury)
- Plateaux du Jura tabulaire (Plošiny tabulového Jury)
- Chaîne du Lomont (Lomontský hřeben)
- Revermont
- Vignoble

Švýcarského Juru lze také rozdělit na celky vesměs podle kantonů:
- Švýcarský Jura — (Mont Tendre 1679 m)
  - Baaralb
  - Hegaualb
  - Randen
  - Klettgaujura
  - Tafeljura
  - Waadtländský Jura
  - Neuchâtelský Jura
  - Bernský Jura
  - Solothurnský Jura
  - Basilejský Jura
  - Aargauský Jura
- Francouzský Jura — (Crêt de la Neige 1720 m)

### Nejvyšší vrcholy
- Crêt de la Neige (1720 m, Francie)
- Le Reculet (1717 m, Francie)
- Colomby de Gex (1688 m, Francie)
- Mont Tendre (1679 m, Švýcarsko)
- La Dôle (1677 m, Švýcarsko)
- Grand Crêt d'Eau (1621 m, Francie)
- Chasseral (1607 m, Švýcarsko)
- Le Chasseron (1607 m, Švýcarsko)
- Le Suchet (1588 m, Švýcarsko)

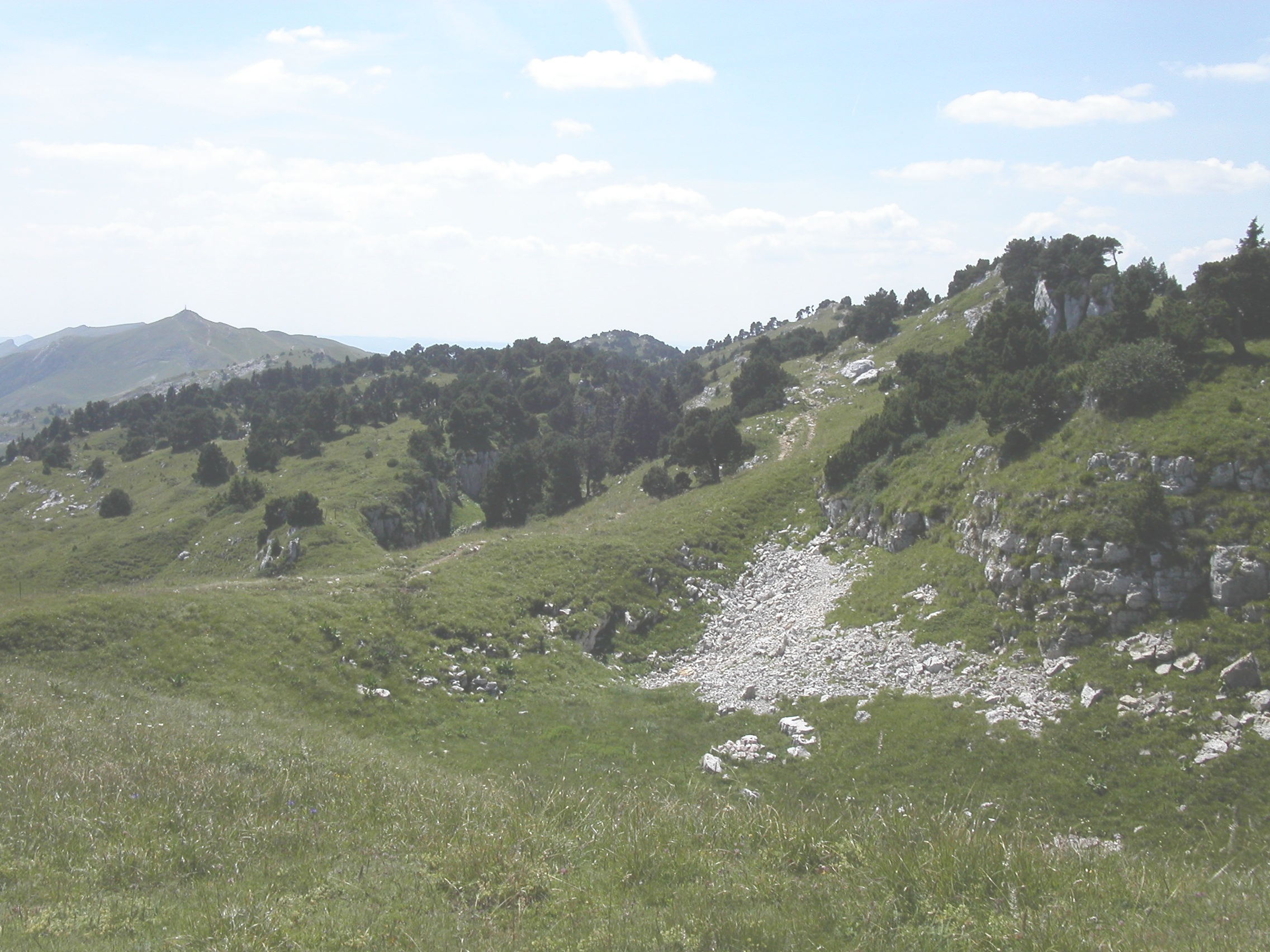
Crêt de la Neige

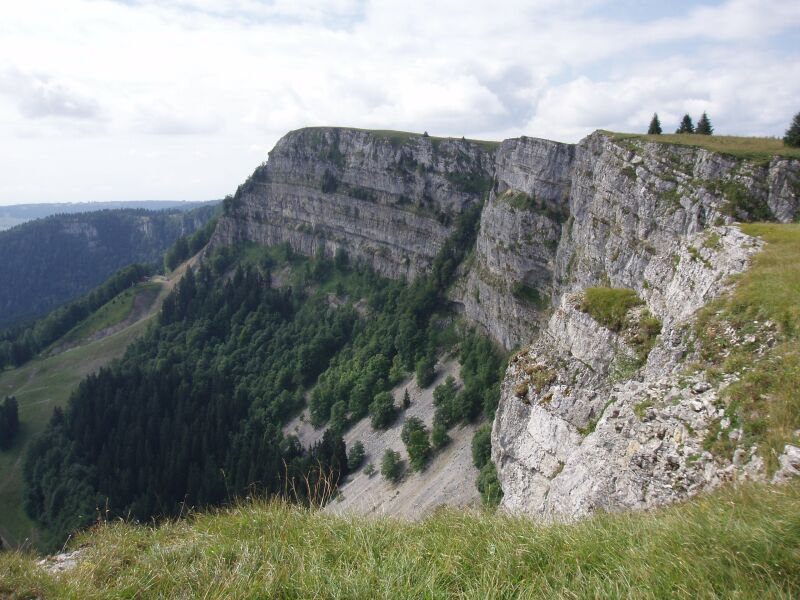
Mont d'Or

- Aiguilles de Baulmes (1560 m, Švýcarsko)

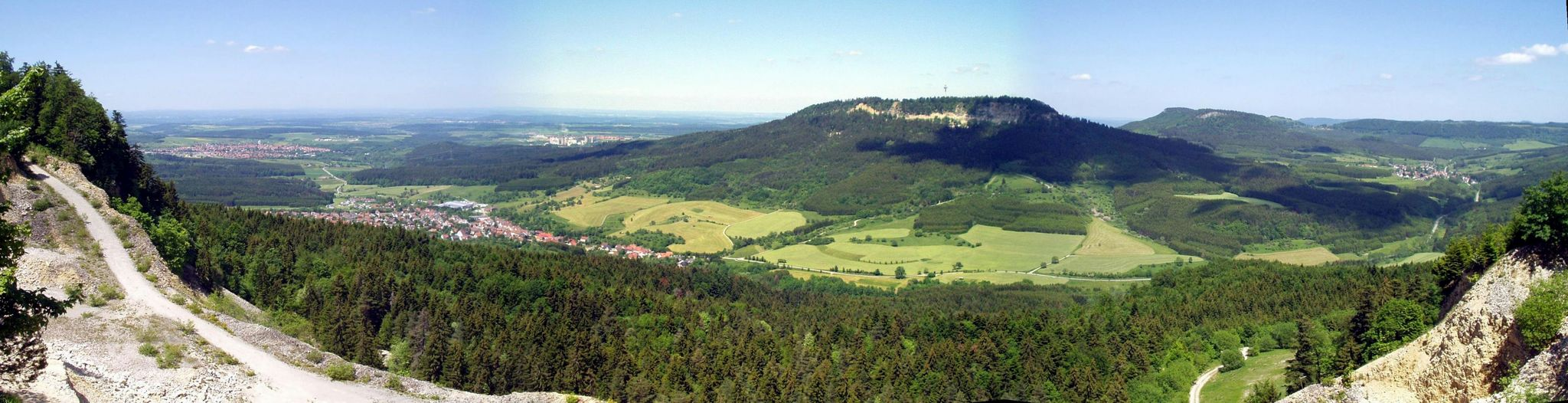
Panorama masivu Jura (Německo)

- Grand Colombier (1540 m, Francie)
- La Barillette (1528 m, Švýcarsko)
- Crêt Pela (1495 m, Francie)
- Dent de Vaulion (1483 m, Švýcarsko)
- Mont d'Or (1463 m, Francie)
- Mont Racine (1439 m, Švýcarsko)
- Le Weissenstein (1284 m, Švýcarsko)